# محافظة دانكبين

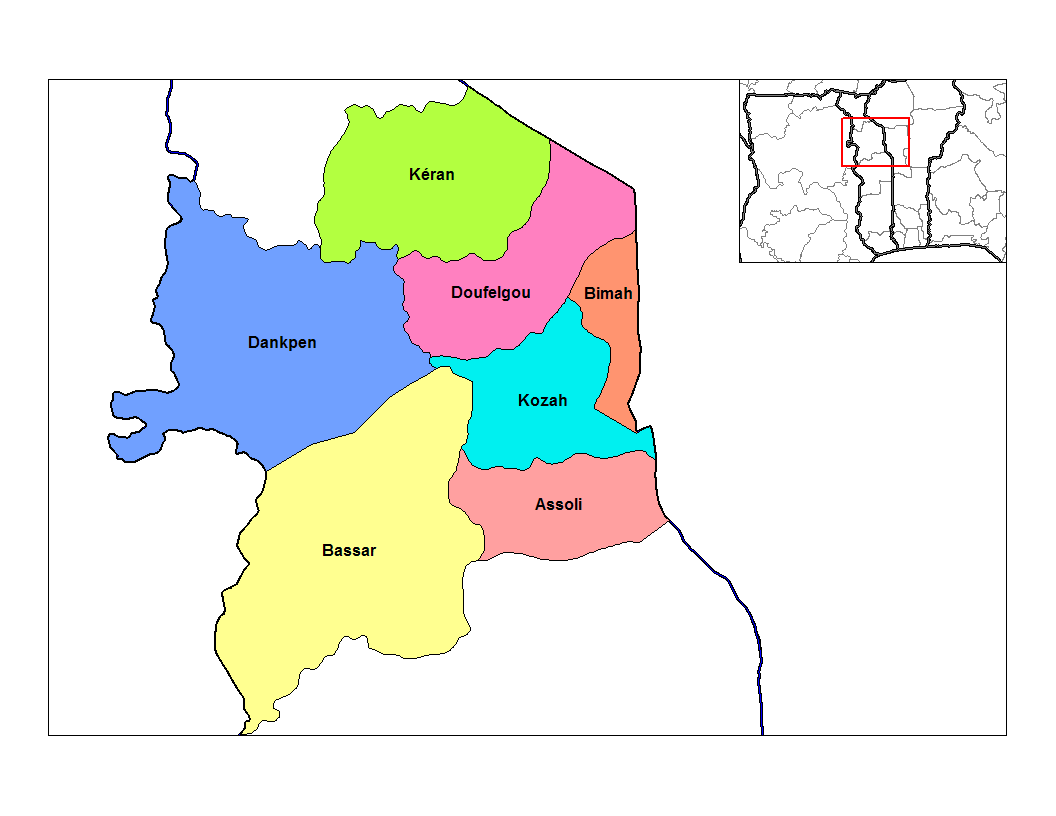
محافظات كارا

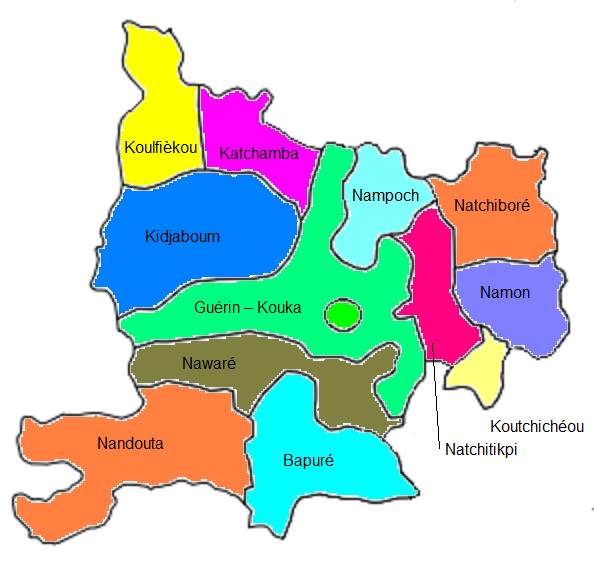
كانتونات محافظة دانكبين، توغو

محافظة دانكبين هي إحدى محافظات منطقة كارا في دولة توغو، وتبلغ مساحتها حوالي 2,690 كيلومتر مربع. وفقًا لإحصاءات عام 2022، بلغ عدد سكانها نحو 185,662 نسمة. تقع عاصمتها في مدينة غيران-كوكا، وتنقسم إداريًا إلى 12 كانتونًا: غيران-كوكا، بابوري، ناندوتا، كيدجابوم، نامون، نواري، كاتشامبا، نامبوك، ناتشيبوري، ناتشيتيكبي، كولفييكو، وكوتشيتشيو.

## البيئة
يتميز مناخ محافظة دانكبين بمناخ استوائي شبه رطب، حيث يمتد موسم الأمطار من يونيو إلى أكتوبر، في حين يستمر الموسم الجاف من نوفمبر إلى مايو، وتسيطر عليه بشكل خاص رياح الهارماتان الصحراوية الجافة. يشهد هطول الأمطار تفاوتًا ملحوظًا، حيث سُجِّلت في مدينة غيران-كوكا كميات بلغت 1273 ملم في عام 1950 و1494 ملم في عام 1963. وقد شهدت المنطقة تدخلات إغاثية مهمة بعد الجفاف الذي ضربها في عام 2013. وتُعد أنهار أوتي وكارا من الأنهار الرئيسية في المحافظة، حيث يُشكّل نهر أوتي الحدود الغربية مع غانا، بينما يشكّل نهر كارا، وهو أحد روافده، الحدود الشمالية مع منطقة سافانا في توغو.
تُشكّل الزراعة وتربية الماشية والتجارة الأنشطة الاقتصادية الأساسية في محافظة دانكبين. ويُعد سوق الأحد في مدينة غيران-كوكا مركز التجارة الرئيسي في المنطقة، حيث يجتذب تجارًا من منطقة كارا، والمنطقة الوسطى، وحتى من غانا. بالإضافة إلى ذلك، توجد أسواق محلية أخرى لا ترتبط بيوم سوق محدد، من أبرزها أسواق نامون، بوساو، كولفييكو، كاتشامبا، كيدجابوم، ناندوتا، وسابوبا في غانا.

## المجتمع
تضم محافظة دانكبين عددًا من المجموعات العرقية، من أبرزها الكونكومبا، الباسار، الموسي، اللامبا، التشوكوسي، والهاوسا. وتُعد المنطقة مركزًا مهمًا لشعب الكونكومبا، الذين يتميزون بهوية ثقافية قوية ولغة خاصة بهم، وينتشرون تاريخيًا في مناطق من توغو وغانا. كانت دانكبين ضمن منطقة "كونكومبيا" في محمية توغولاند الألمانية منذ عام 1884، ثم أصبحت جزءًا من توغولاند الفرنسية بعد تقسيم المحمية عام 1916.
عقب النزاع العرقي في شمال غانا، اختار العديد من لاجئي الكونكومبا البقاء في توغو، مما عزز وجودهم في المنطقة. وقد أُطلقت مبادرات محلية تهدف إلى دعم ثقافتهم والحفاظ على مهرجاناتهم التقليدية.
في عام 2014، أُلغيَت الحصانة البرلمانية لنائب دانكبين في الجمعية الوطنية، سامبيري تارغون، واعتُقل بعد اتهامات وُجهت إليه من قبل محافظ دانكبين، العقيد السابق دادجا ماجاناوي، تضمنت جانبًا يتعلق بنزاعات مستمرة مع رعاة البيولي الرحل. أثار هذا الاعتقال جدلًا واسعًا داخل المنطقة، حيث اعتُبر ذا دوافع سياسية، وجاء وسط تبادل للاتهامات بانتهاكات حقوق الإنسان بين الأطراف المعنية.
تقع محافظة دانكبين ضمن حزام التهاب السحايا في غرب إفريقيا، ما جعلها هدفًا مباشرًا لبرامج التطعيم الوقائي. ومع ذلك، تواجه هذه الجهود تحديات كبيرة، أبرزها انخفاض مستويات التعليم وضعف الوصول إلى الخدمات الصحية، مما يعيق فعالية حملات التطعيم.
في عام 2016، شهدت المنطقة تفشيًا كبيرًا لالتهاب السحايا أثّر بشكل خاص على دانكبين، حيث سُجّلت 219 حالة إصابة و70 حالة وفاة، وذلك حتى تاريخ 4 مارس 2016.